# Леуновское сельское поселение
Леуновское сельское поселение или муниципа́льное образова́ние «Леуновское» — упразднённое муниципальное образование со статусом сельского поселения в Холмогорском муниципальном районе Архангельской области России.
Соответствует административно-территориальной единице в Холмогорском районе — Леуновскому сельсовету.
Административный центр находился в деревне Кузомень.

## География
Сельское поселение находилось на северо-востоке Холмогорского района, на берегах рек Пинега, Чуга, Чуплега, Чуса, Северный Гбач, Южный Гбач, Сия, Тиньга.

## История
Муниципальное образование было образовано в 2006 году. 
Законом Архангельской области от 28 мая 2015 года № 290-17-ОЗ, были преобразованы, путём их объединения, муниципальные образования «Белогорское» и «Леуновское» в сельское поселение «Белогорское» с административным центром в посёлке Белогорский.
До 1958 года эта территория относилась к Пинежскому району.
В 1780 годах в Кузонемском стане проживало чуть более 400 человек.
В 1817 году Кузонемский стан и деревня Леуновская с округой были преобразованы в волости.
В XVII — начале XVIII века деревня Гбач входила в состав Сояльского стана.
Важнейшим центром поморского судостроения в XVI—XVII веках был Кузонемский стан, расположенный в низовьях притока Северной Двины реки Пинеги. Одним из центров «новоманерного» (европейского образца) судостроения была деревня Островская.

## Население
| 2005 | 2007 | 2010 | 2011 | 2012 | 2013 | 2014 |
| ---- | ---- | ---- | ---- | ---- | ---- | ---- |
| 217  | ↘197 | ↘144 | →144 | ↘129 | ↘119 | ↘112 |
| 2015 |      |      |      |      |      |      |
| ↘100 |      |      |      |      |      |      |

## Состав сельского поселения
| № | Населённый пункт | Тип населённого пункта          | Население |
| - | ---------------- | ------------------------------- | --------- |
| 1 | Гбач             | деревня                         | ↗23       |
| 2 | Горка            | деревня                         | ↗9        |
| 3 | Кузомень         | деревня, административный центр | ↗119      |
| 4 | Леуново          | деревня                         | ↗50       |
| 5 | Остров           | деревня                         | ↘0        |
| 6 | Чуга             | деревня                         | →0        |

### Законодательство
- Областной закон «О статусе и границах территорий муниципальных образований в Архангельской области» (текущая редакция от 15.02.2010, возможность просмотра всех промежуточных редакций), (первоначальная редакция от 2004 года)

### История
- Археологические стоянки (Холмогорский район)
- Подчинённые пункты Леуновского сельсовета (Пинежский район) // Справочник административного деления Архангельской области в 1939—1945 годах

### Карты
- Топографическая карта Q-38-135,136 Сия
- Топографическая карта Q-38-133,134 Светлый